# Litsea gongshanensis
Litsea gongshanensis H.W.Li – gatunek rośliny z rodziny wawrzynowatych (Lauraceae Juss.). Występuje naturalnie w południowych Chinach – w północno-zachodniej części Junnanu oraz Tybecie. 

## Morfologia
PokrójZimozielony krzew dorastający do 6 m wysokości. Młode pędy są owłosione.
LiścieNaprzemianległe. Mają lancetowaty lub podłużny kształt. Mierzą 5–15 cm długości oraz 1,5–4 cm szerokości. Nasada liścia jest klinowa. Blaszka liściowa jest o spiczastym wierzchołku. Ogonek liściowy jest mniej lub bardziej owłosiony i dorasta do 5–8 mm długości.
KwiatySą niepozorne, jednopłciowe, zebrane po 3–4 w baldachy, rozwijają się w kątach pędów. Okwiat jest zbudowany z 6 listków o owalnym kształcie. Kwiaty męskie mają 9 owłosionych pręcików.
OwoceMają elipsoidalny kształt, osiągają 15 mm długości i 8 mm szerokości.

## Biologia i ekologia
Roślina dwupienna. Rośnie w widnych lasach oraz na brzegach rzek. Występuje na wysokości do 1400 m n.p.m. Kwitnie w listopadzie, natomiast owoce dojrzewają od czerwca do lipca.